# Mistrovství Československa jednotlivců na klasické ploché dráze 1960
Mistrovství Československa jednotlivců na klasické ploché dráze 1960 se skládalo z 4 závodů.

## Závody
Z1 = Pardubice – 15. 5. 1960
Z2 = Krupka – 10. 7. 1960
Z3 = Banská Bystrica – 21. 8. 1960
Z4 = Mšeno – 11. 9. 1960

## Celkové výsledky
| Pořadí | Jméno             | Klub              | Body    | Body celkem |
| ------ | ----------------- | ----------------- | ------- | ----------- |
| 1.     | Jaroslav Machač   | Rudá hvězda Praha | 4,6,4,8 | 18          |
| 2.     | Antonín Kasper    | Přerov            | 8,3,6,2 | 17          |
| 3.     | Luboš Tomíček     | Rudá hvězda Praha | 0,4,8,4 | 16          |
| 4.     | František Richter | Žatec             | 2,8,1,0 | 11          |
| 5.     | Karel Polák       | Žatec             | 3,0,2,3 | 8           |
| 6.     | Jaroslav Volf     | Ústí nad Labem    | 1,1,0,6 | 8           |
| 7.     | Stanislav Svoboda | Ústí nad Labem    | 6,0,0,0 | 6           |
| 8.     | Miloslav Špinka   | Pardubice         | 0,0,3,0 | 3           |
| 9.     | Karel Průša       | Ústí nad Labem    | 0,2,0,0 | 2           |
| 10.    | Vladimír Uher     | Pardubice         | 0,0,0,1 | 1           |

### 1. závod Pardubice - 15. května 1960
| Pořadí | Jméno             | Klub              | Body      | Body celkem |
| ------ | ----------------- | ----------------- | --------- | ----------- |
| 1.     | Antonín Kasper    | Přerov            | 3,3,3,3,3 | 15          |
| 2.     | Stanislav Svoboda | Ústí nad Labem    |           | 14          |
| 3.     | Jaroslav Machač   | Rudá hvězda Praha |           | 12          |
| 4.     | Karel Polák       | Žatec             |           | 12          |
| 5.     | František Richter | Žatec             |           | 11          |
| 16.    | Jaroslav Volf     | Ústí nad Labem    |           | 9           |
| 7.     | Bohumil Rendek    | Praha             |           | 9           |
| 8.     | Vladimír Uher     | Pardubice         |           | 8           |
| 9.     | Karel Průša       | Ústí nad Labem    |           | 6           |
| 10.    | Ladislav Emler    | Plzeň             |           | 5           |
| 11.    | Miloslav Špinka   | Pardubice         |           | 3           |
| 11.    | Rudolf Kvarda     | Brno              |           | 3           |
| 11.    | Vasilis Celidis   | Ostrava           |           | 3           |
| 11.    | Vilibald Arabas   | Ostrava           |           | 3           |
| 15.    | Luboš Tomíček     | Rudá hvězda Praha |           | 2           |
| 16.    | Alois Jarolím     | Brno              |           | 2           |
| 17.    | Zdeněk Rott       | Žatec             |           | 1           |

### 2. závod Krupka - 10. července 1960
| Pořadí | Jméno             | Klub              | Body      | Body celkem |
| ------ | ----------------- | ----------------- | --------- | ----------- |
| 1.     | František Richter | Žatec             | 3,3,3,3,3 | 15          |
| 2.     | Jaroslav Machač   | Rudá hvězda Praha |           | 13          |
| 3.     | Luboš Tomíček     | Rudá hvězda Praha |           | 12          |
| 4.     | Antonín Kasper    | Přerov            |           | 11          |
| 5.     | Karel Průša       | Ústí nad Labem    |           | 11          |
| 6.     | Jaroslav Volf     | Ústí nad Labem    |           | 11          |
| 7.     | Rudolf Kvarda     | Brno              |           | 9           |

### 3. závod Banská Bystrica - 21. srpna 1960
| Pořadí | Jméno             | Klub              | Body      | Body celkem |
| ------ | ----------------- | ----------------- | --------- | ----------- |
| 4.     | Luboš Tomíček     | Rudá hvězda Praha | 3,3,3,3,3 | 15          |
| 2.     | Antonín Kasper    | Přerov            |           | 13          |
| 3.     | Jaroslav Machač   | Rudá hvězda Praha |           | 13          |
| 4.     | Miloslav Špinka   | Pardubice         |           | 12          |
| 5.     | Karel Polák       | Žatec             |           | 11          |
| 6.     | František Richter | Žatec             |           | 9           |
| 7.     | Vilibald Arabas   | Ostrava           |           | 9           |
| 8.     | Rudolf Kvarda     | Brno              |           | 7           |
| 9.     | Alois Jarolím     | Brno              |           | 6           |
| 10.    | Zdeněk Rott       | Žatec             |           | 6           |
| 11.    | Jaroslav Volf     | Ústí nad Labem    |           | 5           |
| 12.    | Bohumil Rendek    | Praha             |           | 4           |
| 13.    | Stanislav Svoboda | Ústí nad Labem    |           | 3           |
| 14.    | Vasilis Celidis   | Ostrava           |           | 3           |
| 15.    | Vladimír Uher     | Pardubice         |           | 1           |
| 16.    | Karel Průša       | Ústí nad Labem    |           | 1           |

### 4. závod Mšeno - 11. září 1960
| Pořadí | Jméno           | Klub              | Body | Body celkem |
| ------ | --------------- | ----------------- | ---- | ----------- |
| 1.     | Jaroslav Machač | Rudá hvězda Praha |      | 14          |
| 2.     | Jaroslav Volf   | Ústí nad Labem    |      | 14          |
| 3.     | Luboš Tomíček   | Rudá hvězda Praha |      | 13          |
| 4.     | Karel Polák     | Žatec             |      | 12          |
| 5.     | Antonín Kasper  | Přerov            |      | 10          |
| 6.     | Vladimír Uher   | Pardubice         |      | 8           |

### Kvalifikace -Kroměříž- 24. dubna 1960
| Pořadí | Jméno           | Klub              | Body      | Body celkem |
| ------ | --------------- | ----------------- | --------- | ----------- |
| 1.     | Miloslav Špinka | Pardubice         | 3,3,3,3,3 | 15          |
| 2.     | Richard Janíček | Rudá hvězda Praha |           | 13          |
| 3.     | Jaroslav Machač | Rudá hvězda Praha |           | 10          |
| 4.     | Vilibald Arabas | Ostrava           |           | 10          |
| 5.     | Vasilis Celidis | Ostrava           |           |             |
| 6.     | Rudolf Kvarda   | Brno              |           |             |
| 7.     | Vladimír Uher   | Pardubice         |           |             |

### Kvalifikace -Slaný- 24. dubna 1960
| Pořadí | Jméno             | Klub              | Body | Body celkem |
| ------ | ----------------- | ----------------- | ---- | ----------- |
| 1.     | Luboš Tomíček     | Rudá hvězda Praha |      | 14          |
| 2.     | Karel Polák       | Žatec             |      | 12          |
| 3.     | Antonín Kasper    | Přerov            |      | 12          |
| 4.     | Jaroslav Volf     | Ústí nad Labem    |      | 10          |
| 5.     | Bohumil Rendek    | Praha             |      | 9           |
| 6.     | Zdeněk Rott       | Žatec             |      | 9           |
| 7.     | Stanislav Svoboda | Ústí nad Labem    |      | 9           |
| 8.     | Karel Průša       | Ústí nad Labem    |      | 9           |
| 9.     | František Eib     | Plzeň             |      | 8           |
| 10.    | Roman Irmiš       | České Budějovice  |      | 7           |
| 11.    | František Irmiš   | České Budějovice  |      | 6           |
| 12.    | Josef Slunéčko    |                   |      | 4           |
| 13.    | Karel Průša       |                   |      | 4           |
| 14.    | Ladislav Emler    | Plzeň             |      | 2           |
| 15.    | Jiří Petrák       | Praha             |      | 1           |
| 16.    | Jaroslav Hejl     | Rudá hvězda Praha |      | 1           |
| 17.    | Antonín Vilde     |                   |      | 3           |
| 18.    | Zdeněk Kovář      |                   |      | 0           |

Body
1. místo – 8 bodů
2. místo – 6 body
3. místo – 4 body
4. místo – 3 body
5. místo – 2 body
6. místo – 1 bod
Započítávali se 3 nejlepší výsledky ze 4.